# Человеческое, слишком человеческое
«Человеческое, слишком человеческое. Книга для свободных умов» (нем. «Menschliches, Allzumenschliches: Ein Buch für freie Geister») — философская работа немецкого философа Фридриха Ницше.
Работу над книгой Ф. В. Ницше начал в Сорренто, куда он переехал осенью 1876 года, прервав по состоянию здоровья свои лекции в университете и взяв годичный отпуск. Первоначально книга вышла в двух томах. Первый вышел в мае 1878 года в издательстве Эрнста Шмайцнера в Хемнице. На заглавном листе его имелся подзаголовок: «Памяти Вольтера. Посвящается в столетнюю годовщину со дня его смерти. 30 мая 1778 г». Работа вызвала бурные отклики и отзывы, особенно в вагнеровских кругах. Так, сам Рихард Вагнер выступил против данной работы Ницше с очень агрессивной статьёй в августовской 1878 года тетради «Байретских листов», статья называлась «Публика и популярность». В свою очередь книгу поддержал Якоб Буркхардт, который назвал её «державной книгой» и «книгой, увеличившей независимость в мире».
С. Франк писал:

«Человеческое, слишком человеческое» есть первая книга, в которой Ницше выступил как нигилист и аморалист и в которой он, по его собственному выражению, решительно восстал против идеализма и всяческого мошенничества высшего порядка.
Сам Фридрих Ницше в Ecce Homo вспоминал о книге следующее:

Возникновение этой книги относится к неделям первых байройтских фестшпилей; глубокая отчуждённость от всего, что меня там окружало, есть одно из условий её возникновения… В Клингенбрунне, глубоко затерянном в лесах Богемии, носил я в себе, как болезнь, свою меланхолию и презрение к немцам и вписывал время от времени в свою записную книжку под общим названием «Сонник» тезисы, сплошные жёсткие psychologica.

## Содержание
Фридрих Ницше в своей книге «Человеческое, слишком человеческое» делает смелый шаг в сторону от своих ранних произведений, таких как «Рождение трагедии из духа музыки», в которых он еще находился под влиянием романтизма и идей Рихарда Вагнера. В этом тексте Ницше переходит к новому этапу своего философского развития, который можно охарактеризовать как период позитивизма и рационализма, где он стремится освободить философию от мистицизма и метафизических спекуляций, чтобы направить ее к более земному и научному пониманию человеческого бытия. Книга состоит из множества афоризмов и коротких размышлений, которые пронизаны скептицизмом по отношению к традиционным моральным и религиозным ценностям. Ницше подвергает критике религию, рассматривая ее не как источник высшей истины, а как психологический феномен, который отражает человеческие слабости, страх перед страданием и смертью, а также стремление к власти. Он видит в религиозных убеждениях нечто «слишком человеческое» — продукт человеческой психики, а не божественного откровения. Особое внимание в книге уделяется анализу морали. Ницше утверждает, что моральные нормы и ценности не являются неизменными или универсальными. Вместо этого они зависят от конкретных исторических и культурных контекстов. Мораль, по его мнению, проистекает из инстинктов и социальных условий, и ее формирование связано с человеческими страстями, а не с рациональным мышлением или божественным указанием. Эта критика морали выделяет «Человеческое, слишком человеческое» среди других работ Ницше, поскольку она заложила основу для более радикальных идей, которые он разовьет позже в таких произведениях, как «По ту сторону добра и зла» и «К генеалогии морали».
Еще одним важным аспектом книги является критика романтизма и идеализма. В отличие от своей ранней работы, где Ницше воспевает дионисийское начало, здесь он отвергает идею гениальности и вдохновения как источников истины. Вместо этого он утверждает, что истинное понимание мира достигается через рациональное исследование и научный подход. Это подчеркивает отличие «Человеческого, слишком человеческого» от его более поэтических и мистических произведений.
В книге также уделяется внимание психологии и поведению человека. Ницше исследует мотивы, которые движут людьми, и утверждает, что человек в первую очередь движим волей к власти и самосохранению. Эта идея станет центральной в его более поздних работах, но в «Человеческом, слишком человеческом» она только начинает проявляться. Наконец, Ницше поднимает тему искусства и науки, рассматривая их как важные способы создания смысла в жизни. Он не видит их как противоположности, а, скорее, как взаимодополняющие силы, которые помогают человеку ориентироваться в хаосе существования.
Таким образом, «Человеческое, слишком человеческое» — это книга, которая знаменует собой переходный момент в философии Ницше, когда он отказывается от романтических иллюзий и стремится к более трезвому и реалистичному взгляду на мир.

## Перелом
Книга явилась переломной в философии Ф. Ницше: его взгляды покинули почву метафизики и идеализма и устремились к позитивистски окрашенному реализму. Объяснение кроется в том, что Вагнер стал всё чаще в своих операх обращаться к христианским мотивам (а христианство, как известно, Ницше презирал), кроме того, признание публики для музыканта стало важнее самого искусства — философ же бежал от всякой толпы и высмеивал честолюбивых людей. Также существуют предположения, что на резкую смену взглядов Фридриха повлияло знакомство с философом-позитивистом и психологом Паулем Ре. Эта версия широко освещалась после выхода книги о Ницше, написанной Лу Андреас-Саломе, что оставила значительный след в жизни философа. Есть известие, что Пауль Ре однажды подарил Фридриху свою книгу «О происхождении моральных чувств», которая содержала надпись: «Отцу этой книги с благодарностью от её матери».